# Alain Nef
Alain Nef (Wädenswil, 6 febbraio 1982) è un allenatore di calcio ed ex calciatore svizzero, di ruolo difensore, vice tecnico dello Zurigo II.

## Caratteristiche tecniche
Può giocare sia come terzino destro in una difesa a 4, sia come centrale destro in un reparto a 3 uomini. Alto e forte fisicamente, sfrutta queste sue doti nel gioco aereo, soprattutto in proiezione offensiva, sui calci piazzati.

## Carriera

### Club
Cresciuto nel Wadenswil, nell'estate 2001 viene prelevato dal Winterthur, che a sua volta lo cede allo Zurigo nel gennaio successivo. Con la formazione biancoazzurra gioca fino al 2006, collezionando 128 presenze e 10 gol; schierato come titolare, vince la Super League svizzera nel 2006 e una Coppa Svizzera nel 2005.
In scadenza di contratto, a febbraio viene ingaggiato dal Piacenza, militante in Serie B. Nella sua prima stagione, schierato come terzino destro titolare, segna 4 reti in 36 presenze, e la squadra giunge al quarto posto, mancando i playoff; rimane in Emilia anche nella stagione successiva, agli ordini di Gian Marco Remondina prima e Mario Somma poi, e colleziona altre 33 presenze in campionato. Nel 2008 passa a titolo definitivo all'Udinese, dove ritrova Gökhan Inler che aveva giocato con lui nello Zurigo. Con i friulani debutta in Serie A il 30 agosto 2008 in Udinese-Palermo, tuttavia nel prosieguo del campionato trova poco spazio, e colleziona due sole presenze in Serie A prima di passare in prestito al Recreativo Huelva. In Spagna non ritrova un posto da titolare, e nella seconda metà del campionato scende in campo in tutto 8 volte.
Nell'estate 2009 si trasferisce in prestito alla Triestina, dove segna il gol della vittoria all'esordio casalingo in campionato contro il Grosseto. Il prosieguo della stagione, tuttavia, è negativo sia per Nef, che accusa un calo di rendimento, che per gli alabardati, retrocessi dopo i play-out.
Rientrato a Udine, viene nuovamente ceduto in prestito, questa volta allo Young Boys, militante nella massima divisione svizzera. Nell'ottobre dello stesso anno la società svizzera ne riscatta l'intero cartellino.
Dopo tre stagioni nello Young Boys, nell'estate 2013 ritorna dopo sette anni allo Zurigo, firmando un contratto biennale. A seguito di numerosi infortuni, il 22 novembre 2013 viene operato al tendine d'Achille sinistro.
Il 23 maggio 2019, Nef ha annunciato il suo ritiro dal calcio professionistico.

### Nazionale
Ha esordito nella nazionale Under-21 il 21 agosto 2002, nella vittoria sui pari età dell'Austria. Con la nazionale giovanile elvetica ha preso parte, da capitano, all'Europeo Under-21 2004.
Nell'agosto 2008 il commissario tecnico Ottmar Hitzfeld lo convoca in nazionale, in vista della partita amichevole contro Cipro. In quest'occasione Nef esordisce con la maglia rossocrociata, realizzando anche uno dei 4 gol della propria squadra, e nei mesi successivi viene nuovamente convocato, disputando altre 2 partite nel corso delle qualificazioni al Mondiale 2010. Dopo alcuni anni lontano dalla nazionale, torna a vestire la maglia della rappresentativa elvetica nell'amichevole disputata il 15 novembre 2011, contro il Lussemburgo.

## Statistiche

### Presenze e reti nei club
aggiornato al 21 dicembre 2018
| Stagione          | Squadra           | Campionato        | Campionato | Campionato | Coppe nazionali | Coppe nazionali | Coppe nazionali | Coppe continentali | Coppe continentali | Coppe continentali | Altre coppe | Altre coppe | Altre coppe | Totale | Totale |
| Stagione          | Squadra           | Comp              | Pres       | Reti       | Comp            | Pres            | Reti            | Comp               | Pres               | Reti               | Comp        | Pres        | Reti        | Pres   | Reti   |
| ----------------- | ----------------- | ----------------- | ---------- | ---------- | --------------- | --------------- | --------------- | ------------------ | ------------------ | ------------------ | ----------- | ----------- | ----------- | ------ | ------ |
| 2001-gen.2002     | Winterthur        | B                 | 0          | 0          | -               | -               | -               | -                  | -                  | -                  | -           | -           | -           | 0      | 0      |
| gen.-giu.2002     | Zurigo            | A                 | 11         | 0          | CS              | ?               | ?               | -                  | -                  | -                  | -           | -           | -           | 11+    | 0+     |
| 2002-2003         | Zurigo            | A                 | 27         | 1          | CS              | ?               | ?               | CInt               | 6                  | 0                  | -           | -           | -           | 33+    | 1+     |
| 2003-2004         | Zurigo            | SL                | 31         | 3          | CS              | 2               | 0               | -                  | -                  | -                  | -           | -           | -           | 33     | 3      |
| 2004-2005         | Zurigo            | SL                | 28         | 2          | CS              | 6               | 0               | -                  | -                  | -                  | -           | -           | -           | 34     | 2      |
| 2005-2006         | Zurigo            | SL                | 31         | 4          | CS              | 4               | 0               | CU                 | 3                  | 0                  | -           | -           | -           | 38     | 4      |
| 2006-2007         | Piacenza          | B                 | 36         | 4          | CI              | 2               | 0               | -                  | -                  | -                  | -           | -           | -           | 38     | 4      |
| 2007-2008         | Piacenza          | B                 | 33         | 1          | CI              | 2               | 0               | -                  | -                  | -                  | -           | -           | -           | 35     | 1      |
| Totale Piacenza   | Totale Piacenza   | Totale Piacenza   | 69         | 5          |                 | 4               | 0               |                    | -                  | -                  |             | -           | -           | 73     | 5      |
| 2008-gen.2009     | Udinese           | A                 | 2          | 0          | CI              | 1               | 0               | CU                 | 2                  | 0                  | -           | -           | -           | 5      | 0      |
| gen.-giu.2009     | Recreativo Huelva | PD                | 8          | 0          | -               | -               | -               | -                  | -                  | -                  | -           | -           | -           | 8      | 0      |
| 2009-2010         | Triestina         | B                 | 35         | 1          | CI              | 2               | 0               | -                  | -                  | -                  | -           | -           | -           | 37     | 1      |
| 2010-2011         | Young Boys        | SL                | 27         | 3          | CS              | 4               | 1               | UEL                | 7                  | 0                  | -           | -           | -           | 38     | 4      |
| 2011-2012         | Young Boys        | SL                | 30         | 4          | CS              | 2               | 1               | UEL                | 3                  | 0                  | -           | -           | -           | 35     | 5      |
| 2012-2013         | Young Boys        | SL                | 27         | 1          | CS              | 2               | 0               | UEL                | 11                 | 0                  | -           | -           | -           | 40     | 0      |
| Totale Young Boys | Totale Young Boys | Totale Young Boys | 84         | 6          |                 | 8               | 2               |                    | 21                 | 0                  |             | -           | -           | 113    | 8      |
| 2013-2014         | Zurigo            | SL                | 12         | 1          | CS              | 3               | 0               | UEL                | 1                  | 0                  | -           | -           | -           | 16     | 1      |
| 2014-2015         | Zurigo            | SL                | 27         | 2          | CS              | 4               | 0               | UEL                | 4                  | 0                  | -           | -           | -           | 35     | 2      |
| 2015-2016         | Zurigo            | SL                | 31         | 1          | CS              | 3               | 0               | UEL                | 2                  | 0                  | -           | -           | -           | 36     | 1      |
| 2016-2017         | Zurigo            | SL                | 30         | 2          | CS              | 2               | 0               | UEL                | 6                  | 0                  | -           | -           | -           | 38     | 2      |
| 2017-2018         | Zurigo            | SL                | 26         | 3          | CS              | 4               | 1               | -                  | -                  | -                  | -           | -           | -           | 30     | 3      |
| 2018-2019         | Zurigo            | SL                | 13         | 0          | CS              | 3               | 1               | UEL                | 6                  | 0                  | -           | -           | -           | 22     | 1      |
| Totale Zurigo     | Totale Zurigo     | Totale Zurigo     | 267        | 19         |                 | 31+             | 2+              |                    | 28                 | 0                  |             | -           | -           | 326+   | 21+    |
| Totale            | Totale            | Totale            | 465        | 31         |                 | 46+             | 4+              |                    | 51                 | 0                  |             | -           | -           | 562+   | 35+    |

### Cronologia presenze e reti in nazionale
| Cronologia completa delle presenze e delle reti in nazionale ― Svizzera | Cronologia completa delle presenze e delle reti in nazionale ― Svizzera | Cronologia completa delle presenze e delle reti in nazionale ― Svizzera | Cronologia completa delle presenze e delle reti in nazionale ― Svizzera | Cronologia completa delle presenze e delle reti in nazionale ― Svizzera | Cronologia completa delle presenze e delle reti in nazionale ― Svizzera | Cronologia completa delle presenze e delle reti in nazionale ― Svizzera | Cronologia completa delle presenze e delle reti in nazionale ― Svizzera |
| Data                                                                    | Città                                                                   | In casa                                                                 | Risultato                                                               | Ospiti                                                                  | Competizione                                                            | Reti                                                                    | Note                                                                    |
| ----------------------------------------------------------------------- | ----------------------------------------------------------------------- | ----------------------------------------------------------------------- | ----------------------------------------------------------------------- | ----------------------------------------------------------------------- | ----------------------------------------------------------------------- | ----------------------------------------------------------------------- | ----------------------------------------------------------------------- |
| 20-8-2008                                                               | Ginevra                                                                 | Svizzera                                                                | 4 – 1                                                                   | Cipro                                                                   | Amichevole                                                              | 1                                                                       |                                                                         |
| 10-9-2008                                                               | Zurigo                                                                  | Svizzera                                                                | 1 – 2                                                                   | Lussemburgo                                                             | Qual. Mondiali 2010                                                     | -                                                                       |                                                                         |
| 5-9-2009                                                                | Basilea                                                                 | Svizzera                                                                | 2 – 0                                                                   | Grecia                                                                  | Qual. Mondiali 2010                                                     | -                                                                       |                                                                         |
| 15-11-2011                                                              | Lussemburgo                                                             | Lussemburgo                                                             | 0 – 1                                                                   | Svizzera                                                                | Amichevole                                                              | -                                                                       |                                                                         |
| Totale                                                                  |                                                                         | Presenze                                                                | 4                                                                       |                                                                         | Reti                                                                    | 1                                                                       |                                                                         |

## Palmarès

### Club

#### Competizioni nazionali
- Coppa Svizzera: 4

Zurigo: 2004-2005, 2013-2014, 2015-2016, 2017-2018
- Campionato svizzero: 1

Zurigo: 2005-2006
- Challenge League: 1

Zurigo: 2016-2017